# Övre Strussåstjärnet
Övre Strussåstjärnet är en sjö i Melleruds kommun i Dalsland och ingår i Göta älvs huvudavrinningsområde.